# Ардклох
Ардклох (англ. Ardclough; ирл. Ard Cloch) — деревня в Ирландии, находится в графстве Килдэр (провинция Ленстер). Место захоронения и, вероятно, рождения Артура Гиннесса. Население — 300 человек (по переписи 2002 года).
У местной железнодорожной станции произошла третья по масштабам железнодорожная катастрофа к Ирландии (на тот момент): товарный поезд в густом тумане врезался в пассажирский вагон, погибло 18 человек, включая четырёх детей. Трагедия описана в стихотворении Уильяма Аллингхама.
Здесь же произошло крупнейшее в истории Ирландии ограбление поезда: 31 марта 1976 года из почтового поезда было украдено 150 000 фунтов стерлингов.